# Katie Eriksson (vårdvetare)
Maud Kerstin Katie Marianne Eriksson, född Sundström den 18 november 1943 i Jakobstad, död 30 augusti 2019 i Helsingfors, var en finlandssvensk sjuksköterska,  forskare och professor i vårdvetenskap.

## Biografi
Eriksson tog sjuksköterskeexamen 1965 och blev vårdlärare vid Helsingfors svenska sjukvårdsinstitut 1970. 1975–1986 var hon rektor vid institutet, och startade där en sjuksköterskeutbildning i samarbete med Helsingfors universitet. 1982 blev hon filosofie doktor i pedagogik med en avhandling om en modell för att utveckla vårdutbildning utgående från vårdprocessen, och 1984 blev hon docent i vårdvetenskap vid Kuopio universitet. Eriksson var den första att få en docentur i vårdvetenskap i Norden och beskrivs som en av pionjärerna i vårdvetenskap i de nordiska länderna.
Eriksson var sedan 1992 professor i vårdvetenskap vid Åbo Akademi och 1993–1998 även professor i samma ämne vid Helsingfors universitet och sedan 1999 åter vid Åbo Akademi.
Hon författade över 400 artiklar och böcker, och var ansvarig för ett stort antal forskningsprojekt vid Åbo Akademi. Hon handledde ett femtiotal doktorander fram till doktorsexamen. Hennes forskning berörde bland annat hälsa, lidande, vårdande, vårdkultur, etik och evidens. Utgångspunkten för Erikssons forskning var ofta att försöka beskriva den teoretiskt ideala vården.
1998 utsågs Eriksson till hedersdoktor vid Nordiska hälsovårdshögskolan i Göteborg, sedan 2012 var hon hedersmedlem i Nordic College of Caring Science, och 2013 utsågs hon till hedersdoktor vid Karlstads universitet.